# Dominique Lefebvre
Pour les articles homonymes, voir Dominique Lefèvre (homonymie) et Lefèvre.
 (juillet 2024).
Si vous disposez d'ouvrages ou d'articles de référence ou si vous connaissez des sites web de qualité traitant du thème abordé ici, merci de compléter l'article en donnant les références utiles à sa vérifiabilité et en les liant à la section « Notes et références ».
Dominique Lefebvre, né le 7 mai 1956 à Roubaix (Nord), est un homme politique français.
Ex-député socialiste de la dixième circonscription du Val-d'Oise, membre de la commission des Finances de 2012 à 2017, vice-président du groupe SRC chargé des finances, il a également été maire de Cergy de 1996 à 2013, et président de la communauté d'agglomération de Cergy-Pontoise de 2001 a 2020.

## Origines familiales
Deuxième d'une fratrie de cinq frères et sœurs, il a grandi à Roubaix et Dunkerque.
Du côté maternel, son arrière-grand-père est un ouvrier textile qui, devenu veuf de bonne heure, élève sept enfants dont trois meurent pendant la Première Guerre mondiale et trois autres, dont le grand-père de Dominique Lefebvre, deviennent instituteurs après avoir commencé à travailler à douze ans et suivi les cours du soir.
Son père, surveillant général dans un collège de Roubaix, passe l'agrégation d'histoire. Devenu professeur de lycée, il termine sa carrière Inspecteur d'Académie.

## Études
En 1975, il entre à l'École de Service Social de Lille.
Après avoir exercé comme assistant social, il passe le concours interne de l'ENA, et intègre dans la promotion Denis Diderot (1984-1986).

## Carrière professionnelle
En 1974-1975, il travaille comme éducateur spécialisé pour jeunes handicapés à Lille.
De 1978 à 1982, il est assistant social de circonscription dans la banlieue de Lille (La Madeleine et Harduin).
En 1986, à la sortie de l'ENA, il entre à la Cour des comptes. Il est devenu conseiller-maître en 2004.

## Parcours politique

### Fonctions politiques
Très tôt engagé en tant que militant du Parti socialiste unifié (PSU) à partir de 1974, puis au Parti socialiste en 1979
En 1988, il entre au cabinet de Claude Évin, ministre de la Solidarité, de la Santé et de la Protection sociale. Il prépare notamment le projet de loi sur le revenu minimum d'insertion (RMI).
En 1989, il rejoint le cabinet du Premier Ministre Michel Rocard comme conseiller social. Il y participe notamment à trois grands dossiers qui ont marqué le gouvernement Rocard : le financement de la Sécurité sociale avec la CSG (Contribution sociale généralisée), le Livre blanc sur les retraites et la mise en place de la loi dite Evin sur l'alcool et le tabac.
Devenu directeur-adjoint du cabinet du Ministre de la Ville Michel Delebarre en 1991, il organise la mise en place des premiers contrats de ville et grands projets urbains, ainsi que la politique de délocalisation en province des services publics.
En 1992 et 1993, il est directeur de cabinet de Jack Lang au ministère de la Culture, puis au ministère de l'Éducation nationale et de la Culture, où il travaille notamment à la réforme des lycées et à la démocratisation de l'accès à la culture.
Durant la campagne présidentielle de Lionel Jospin en 1995, il travaille à la rédaction du projet du candidat.
Entre 1997 et 2000, il collabore avec Catherine Trautmann, Ministre de la Culture et la Communication du gouvernement Jospin. 
Désigné par les militants premier secrétaire du PS valdoisien en 2005, dans cette fonction il a beaucoup poussé au choix d'Ali Soumaré comme tête de liste départementale pour les élections régionales de mars 2010.

### Mandats électifs

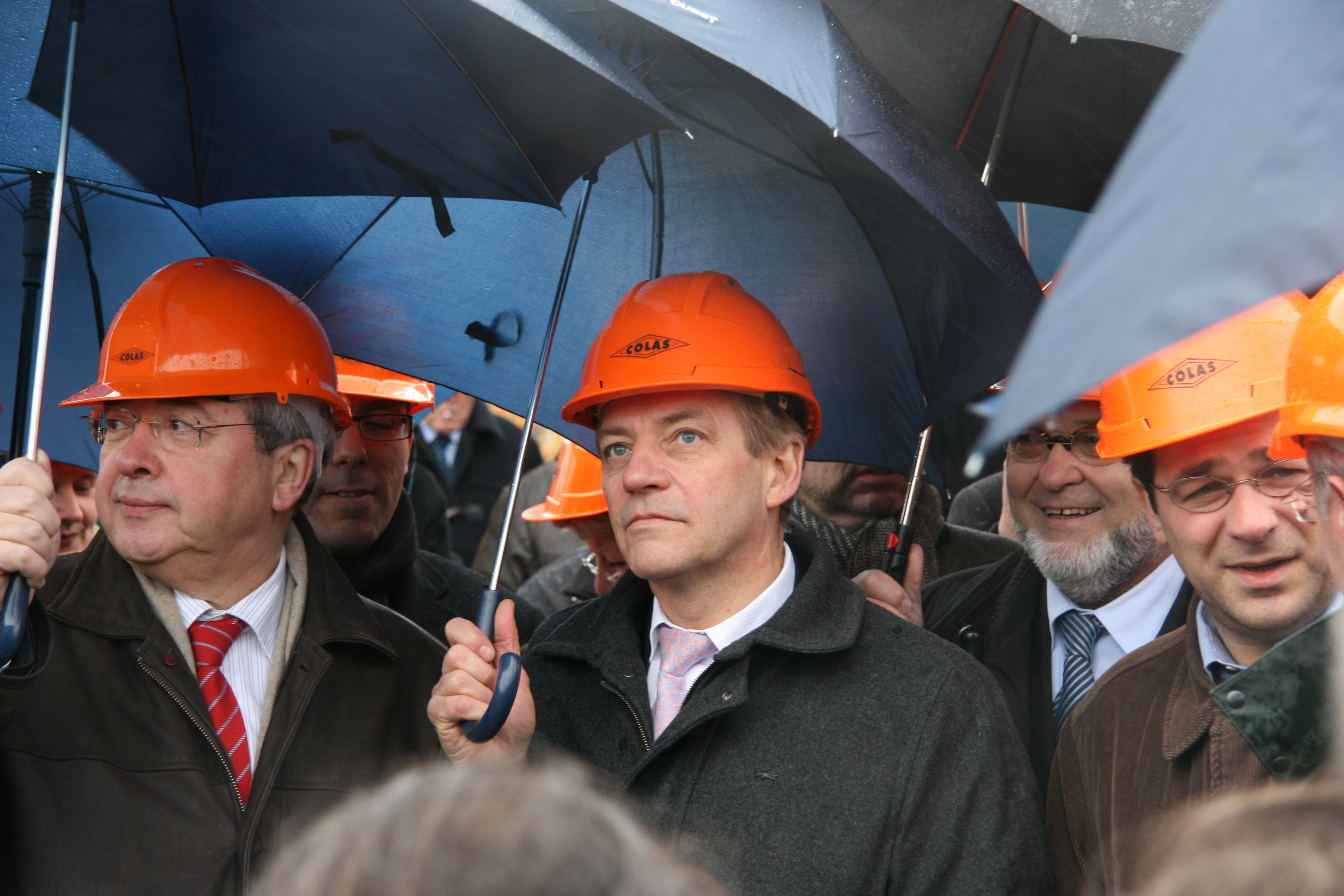
Dominique Lefebvre en 2010.

Élu au Conseil municipal de Cergy en 1995, il devient adjoint au amire chargé des finances et de la vie urbaine. Il représente la ville de Cergy au Syndicat d'agglomération nouvelle de Cergy-Pontoise dont il devient le vice-président chargé de l'urbanisme, puis du développement économique.
À la suite de la démission de son mentor à Cergy, Isabelle Massin, Dominique Lefebvre est élu maire le 29 février 1996. Il devient alors Premier vice-président du SAN dont il assure à partir de février 1998 la présidence par intérim.
Le 20 avril 2001, il devient président du SAN de Cergy-Pontoise qui, depuis le 9 décembre 2003 s'est transformé en Communauté d'agglomération.
Il est réélu maire de Cergy en 2001 et 2008. Il cède sa place à son premier adjoint Jean-Paul Jeandon le 11 janvier 2013.
Le 17 juin 2012, il remporte l'élection législative dans la Xe circonscription du Val-d'Oise avec plus de 62 % des voix. Lors son élection il échange de manière musclée avec ses collègues socialistes sur les réseaux sociaux,. Sa suppléante est Céline Pina.
Lors de l'élection présidentielle de 2017, il se désolidarise du candidat des socialistes, Benoît Hamon, et appelle à voter Emmanuel Macron dès le premier tour,.

Élu sortant des élections législatives Dominique Lefebvre est sèchement battu dès le 1er tour, en terminant à la 4e place avec 11,66 %.
Il quitte le Parti socialiste en décembre 2017 du fait de ses désaccords avec l’actuelle direction du PS.[réf. souhaitée]

### Autres fonctions
Dominique Lefebvre est membre du Bureau national du Parti socialiste de 2008 à 2012 et vice-président du syndicat Paris Métropole. Il a créé avec les élus de la communauté d'agglomération des deux rives de Seine, des villes d'Achères, de Conflans-Sainte-Honorine, de Maurecourt et de Poissy, l'association « Confluence Seine Oise » dont il a assumé  la Présidence en 2012.